# Crystal Castles (альбом)
Crystal Castles (рус. Хрустальные за́мки) — дебютный студийный альбом канадского электронного дуэта группы Crystal Castles; на момент его выхода в состав группы входили продюсер Итан Кэт и певица Элис Гласс. Музыканты встретились друг с другом в 2004 году, и оба интересовались нойз-музыкой, в частности нойз-рок группой AIDS Wolf. Это и вдохновило их на создание нойз-проекта, но вместо гитар они использовали электронные звуки, сделанные с помощью перепаянной схемы Atari 5200.
Альбом был выпущен 18 марта 2008 года на лейбле Last Gang Records/Lies Records.

## Критика
| Совокупная оценка    | Совокупная оценка |
| Источник             | Оценка            |
| -------------------- | ----------------- |
| Metacritic           | 73/100            |
| Оценки критиков      |                   |
| Источник             | Оценка            |
| AllMusic             | [ 1 ]             |
| Роберт Кристгау      | [ 10 ]            |
| Consequence of Sound | [ 11 ]            |
| Entertainment Weekly | B                 |
| The Guardian         | [ 13 ]            |
| NME                  | 8/10              |
| Pitchfork            | 7.8/10            |
| PopMatters           | 7/10              |
| Slant Magazine       | [ 7 ]             |
| Spin                 | [ 6 ]             |

Брайан Санчес из Delusions of Adequacy назвал релиз «одним из лучших электронных альбомов года», подчеркнув то, как он был «стильно упорядочен» и где «смена треков происходит и приходит в подходящий момент». Некоторые критики похвалили альбом за его непредсказуемый характер. Журналист Хизер Фарес из AllMusic была одной из них, описывая альбом как «более свежий, более сложный и гораздо менее причудливый, чем можно было бы ожидать, особенно для тех, кто знаком только с синглами группы» и «знакомо звучащий, острый, невинный, угрожающий, смелый, нюансный и вообще поразительный дебют». Джинджер Кинг оценила альбом на пять звёзд из пяти, в своём обзоре для Consequence of Sound похвалила его за «высокую энергию» и «чистую оригинальность». Рецензент NME Тони Нейлор в своём обзоре дал оценку 8 из 10, отметив чувство «заинтригованности и благоговения» после прослушивания записи и высказал мнение, что «в этом году вы не услышите ничего лучше, чем» треки «Untrust Us», «Crimewave», «Air War» и «Vanished».
Критик из Prefix назвал Crystal Castles «электро-записью, которая бросает вызов, преуспевая и терпя неудачу одновременно, и, возможно, самое главное, никогда не забывая о главной цели танцевальной музыки». Он заявил, что, несмотря на случайное количество настроений и жанров пластинки, слушатель всё ещё может «по-настоящему войти в мир исполнителей», а по записи «слышно, что музыканты прекрасно знают, что делают, не позволяя музыке выйти из-под контроля». Рецензент Drowned in Sound заявил «то, что делает Crystal Castles настолько захватывающим, заключается в том, что [дуэт] превращает плоды [доступной технологии] в оружие, чтобы использовать против него самого, чтобы прорезать дерьмовую трясину».

## Коммерческий успех
По данным Nielsen SoundScan на апрель 2010 года в США было продано 72000 копий альбома. А в сентябре 2014 года количество увеличилось до 60000 штук, за что альбом был сертифицирован как серебряный Британской ассоциацией производителей фонограмм.

## Список композиций
| №                   | Название                                 | Автор(ы)                       | Продюсер(-ы)                        | Длительность |
| ------------------- | ---------------------------------------- | ------------------------------ | ----------------------------------- | ------------ |
| 1.                  | «Untrust Us»                             | Итан Кэт Death from Above 1979 | Кэт                                 | 3:06         |
| 2.                  | «Alice Practice»                         | Kath Элис Гласс                | Кэт Мэттью Вагнер [a]               | 2:42         |
| 3.                  | «Crimewave» (Crystal Castles vs. HEALTH) | Кэт HEALTH                     | Кэт                                 | 4:18         |
| 4.                  | «Magic Spells»                           | Кэт                            | Кэт                                 | 6:07         |
| 5.                  | «Xxzxcuzx Me»                            | Кэт Гласс                      | Кэт Crystal Castles [a] Вагнер [a]  | 1:54         |
| 6.                  | «Air War»                                | Кэт                            | Кэт                                 | 4:12         |
| 7.                  | «Courtship Dating»                       | Кэт Гласс                      | Кэт [b] Сэм Шпигель [a]             | 3:30         |
| 8.                  | «Good Time»                              | Кэт Drinking Electricity       | Кэт                                 | 2:56         |
| 9.                  | «1991»                                   | Кэт                            | Кэт                                 | 1:53         |
| 10.                 | «Vanished»                               | Кэт Van She                    | Кэт                                 | 4:02         |
| 11.                 | «Knights»                                | Кэт                            | Кэт                                 | 3:13         |
| 12.                 | «Love and Caring»                        | Кэт Гласс                      | Кэт Crystal Castles [a] Вагнер [a]  | 2:18         |
| 13.                 | «Through the Hosiery»                    | Кэт Гласс                      | Кэт Шпигель [a] Crystal Castles [a] | 3:07         |
| 14.                 | «Reckless»                               | Кэт                            | Кэт                                 | 3:28         |
| 15.                 | «Black Panther»                          | Кэт Гласс                      | Кэт [b] Шпигель [a]                 | 2:56         |
| 16.                 | «Tell Me What to Swallow»                | Кэт Гласс                      | Кэт                                 | 2:14         |
| Общая длительность: | Общая длительность:                      | Общая длительность:            | Общая длительность:                 | 51:55        |

| №                   | Название                     | Длительность |
| ------------------- | ---------------------------- | ------------ |
| 17.                 | «Trash Hologram»             | 2:17         |
| 18.                 | «Air War» (David Wolf Remix) | 3:22         |
| Общая длительность: | Общая длительность:          | 56:34        |

Примечания
- ↑  обозначает вокального продюсера
- ↑  обозначает главного и вокального продюсера

Использованные семплы
- Семплы в «Untrust Us» были взяты из песни «Dead Womb» группы Death from Above 1979.
- Семплы в «Magic Spells» были взяты из песни «The Message» группы Grandmaster Flash and the Furious Five.
- Семплы в «Air War» были взяты из песни «Thema (Omaggio a Joyce)» исполнителя Лучано Берио.
- Семплы в «Good Time» были взяты из песни «Good Times» (Dance Mix) группы Drinking Electricity.
- Семплы в «Vanished» были взяты из песни «Sex City» (а именно вокал и мелодия) группы Van She.

## Участники записи
Данные были взяты из буклета CD.
Crystal Castles
- Crystal Castles — производство вокала (треки 5, 12 и 13)
- Итан Кэт — производство (все треки), микширование (треки 3, 6 и 16), производство вокала (треки 7 и 13)
- Элис Гласс — вокал

Приглашённые музыканты
- HEALTH — бэк-скриминг (трек 7)

## Чарты
| Чарт (2008)                                  | Позиция в чарте |
| -------------------------------------------- | --------------- |
| Australian Dance Albums (ARIA)               | 23              |
| Франция (SNEP)                               | 175             |
| Ирландия (IRMA)                              | 49              |
| Шотландия (Scottish Albums Chart)            | 62              |
| Великобритания (UK Albums Chart)             | 47              |
| Великобритания (UK Independent Albums Chart) | 3               |
| США (Billboard Independent Albums)           | 32              |
| США (Billboard Dance/Electronic Albums)      | 6               |
| США (Billboard Top Heatseekers Albums)       | 3               |